# Iram Lewis
Iram Lewis, född 3 maj 1965, är en friidrottare från Bahamas. Han deltog vid olympiska sommarspelen 1996 och olympiska sommarspelen 2000.